# John Ioannou

John Ioannou est un acteur canadien. Son rôle le plus connu est celui d'"Alex Yankou" dans la série des années 1980 Les Années collège.

## Biographie
Il débute dans les The Kids of Degrassi Street en jouant "Pete". Puis participe à la série dérivée des Années collèges dans le rôle d'Alex Yankou, la série prend fin au début des années 1990.

## Filmographie
- 1978 : L'empire du Grec ("The Greek Tycoon")
- 1979 : The Aphrodite Inheritance
- 1982 : The Kids of Degrassi Street
- 1987 : Les Années collège
- 2001 : Vengeance secrète
- 2003 : The Gospel of John